# Ян Домбровський
Ян Генрик Домбровський (пол. Jan Henryk Dąbrowski 2 серпня 1755, Пежхув, Малопольське воєводство, Річ Посполита — 6 жовтня 1818, Вінна Ґура, Велике князівство Познанське, Королівство Пруссія) — польський генерал, учасник повстання Костюшка, ініціатор створення польських легіонів в Італії, головнокомандувач польських військ у 1813 році, сенатор-воєвода Царства Польського у 1815 році, генерал від кавалерії війська Царства Польського у 1815 році.
Спочатку Домбровський служив у саксонському війську і долучився до війська Речі Посполитої Обох Народів у 1792 році, незадовго до другого поділу Польщі. Він дослужився до рангу генерала у повстанні Костюшка 1794 року. Після закінчення третього поділу Польщі, який ініціював падіння Польщі як незалежної держави, він став активним діячем у відновленні польської незалежності з-за кордону.
Він став засновником польських легіонів в Італії, які служили Наполеону Бонапарту з 1797 року, і як генерал у французькому та італійському військах, він сприяв короткому відновленню незалежності Польщі під час війни четвертої коаліції у 1806 році. Брав участь у Наполеонівських війнах, зокрема у польсько-австрійській війні та франко-російській війні 1812 року. Після втрати Наполеоном влади, він прийняв пост сенатора у Царстві Польському, і був одним із засновників війська Царства Польського.
У польському державному гімні, Jeszcze Polska nie zginęła, створеному і вперше відтвореному польськими легіонерами, ім'я Домбровського щораз згадується у приспіві, за що він і відомий також під назвою Мазурка Домбровського.

## Молодість

герб «Домбровський»

Син полковника Яна Міхала Домбровського та Зофії Марії Домбровської. Батько після капітуляції Ґданська був переведений до саксонського війська. Мати була дочкою Христіана Луціана фон Леттов, генерала Королівської конної гвардії за походженням курляндця, проте спольщеного та Людовіки фон Леттов Шкоткі, дочки полковника Алана Королівської конної гвардії Великого князівства Литовського. Батьки познайомилися у Шєрославіце, шлюб відбувся у 1749 році. Там народилися сестри Яна Генрика: Людовіка Кристина (* 1752) та Александра Юзефа (* 1754).
Ян Генрик Домбровський дитинство проводив у Пежхуві, Шєрославіцах, Кухарах, Паліхові. Жив у Ошєк-Блонє під Варшавою, де його батько провадив королівський фільварок, нині місто Блонє. Тут і похована його мати Зофія Марія Домбровська на кальвіністському цвинтарі під Ошєкем
Ян Генрик покинув Польщу у 1766 році. Службу розпочав у 1771 році у званні підхорунжого у саксонському війську. У 1779 році взяв участь, без великих успіхів у Війні за баварську спадщину. Ця війна не рясніла великими битвами, бо це була маневрена війна, що мала на меті оточити противника і відокремлення його від складів, без збройних сутичок. Під час вісімнадцятилітнього перебування на чужині перейняв німецьку культуру і погано розмовляв польською мовою, але її йому нагадували обидві сестри.
У 1779 році помер батько Домбровського. Після відкриття заповіту з'ясувалося, що спадок оцінюється близько 60 тисячі талерів (300 тисяч злотих), але більшість статку була не достовірною, результатом чого стала втрата Домбровським родинного Пежховиці, і йому залишилися тільки обручка від матері, шпага від батька і кілька коней. Від 1780 року, у званні поручника, служив у гвардії курфюрста у Дрездені. Водночас кількість поляків довкола Домбровського рідшала. Після скасування польсько-саксонської унії, поляки масово покидали ряди саксонського війська, і Домбровський сило юзнайшов собі місце у німецькомовному середовищі.
В цей час Домбровський здобув визнання як офіцер середнього щаблю. Взяв участь — за наказом короля Фрідріха ІІ — у маневрах прусської армії у Вроцлаві літом 1786 року і маневрах російських військ 1788 року.
У 1792 році перейшов до польського війська, що не обійшлося без умовлянь передусім з боку капітана Міхала Сокольницького, і зокрема генералів Кшиштофа Карвицького, і під кінець самого короля Станіслава-Авґуста, який особисто умовляв курфюрста про звільнення неоціненного офіцера. Прийнятий до Війська Польського у званні підполковника 28 червня, швидко просунувся до віце-бригадира 14 липня 1792 року. Служив у І-й бригаді Національної Кавалерії (І-а великопольська), призначений до королівського резерву, не брав активної участі у сутичках 1792 року. Не з'ясувавши взаємин, склав присягу Тарговицькій конфедерації. У лютому 1793 року чинив опір у Ґнєзні наступаючим прусським військам, гродненський сейм перевів його Королівської Військової комісії, яка готувала редукцію армії і було запропоновано йому 2000 злотих. Але був визнаний за «колаборціоніста» і не був допущений.
Під час повстання Костюшка уславився обороною Варшави (особливо 28 серпня під Повонзками) і експедицією до Великопольщі, де був підвищений до звання генерал-поручика. 18 листопада 1794 потрапив у російський полон під Радошице і був змушений (разом із Костюшком) до зречення від боротьби проти Росії і її союзниками в майбутньому. Нагороджений золотою обручкою «Батьківщина своєму захиснику».

## Польський легіон

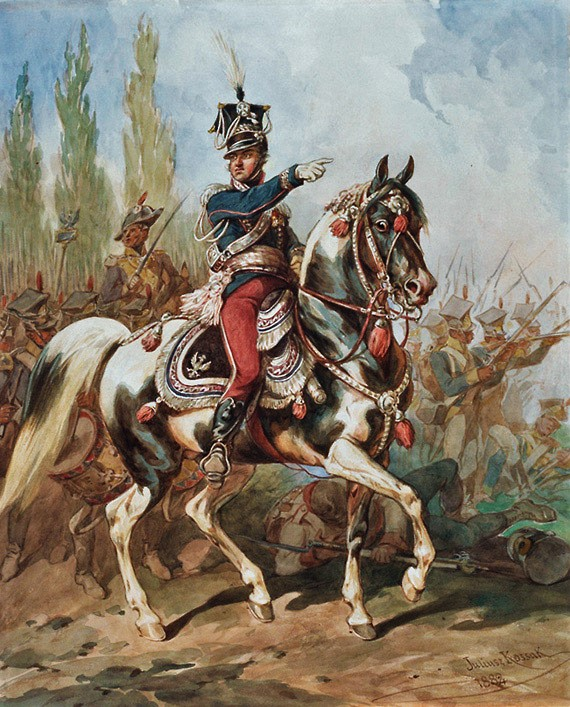
Ян Генрик Домбровський на війні за польські легіони.

Франція стала головним джерелом допомоги полякам і сценою значної частини польської політичної діяльності. Польські зв'язки з Францією можна простежити від часів ще до повстання Косцюшка — від Барської конфедерації й фр. le bon roi Stanislas. Але після революції існував безпосередній зв'язок спільного інтересу між урядами в Парижі, що кидали виклик фр. ancien régime на Заході, й головною жертвою династичних імперій на Сході. Від 1793 року, коли Пруссія та Австрія почали війну першої коаліції проти Франції, до 1815 року, коли сили сьомої коаліції нарешті перемогли, французи і поляки воювали з тими самими ворогами. В 1794—1797 рр. Париж був осередком водночас і Agencji Юзефа Вибіцького, й конкурентної з нею республіканської Deputacji Францишека Дмоховського. У грудні 1796 року Аґенція спромоглася переконати проводирів Директорії сформувати перший допоміжний польський леґіон, що мав воювати під командою генерала Яна-Генрика Домбровського.
Домбровський вирушив до Мілана, де був розквартирований головний командувач Італійської армії — генерал Наполеон Бонапарт. Зустріч відбулася 4 грудня і принесло Домбровському тільки розчарування. Наполеон, імовірно від нашіптувань свого ад'ютанта Сулковського, який вважав Домбровського роялістом, запропонував польським генералам офіцерські посади у створеному з бранців-поляків батальйоні. Запобіг ескалації кризи стосунків між ними Косінський, який вже мав певні зв'язки у армії і вмів підібратися до Жозефіни Вісконті, «пані серця» Александра Бертьє, з думкою якого рахувався Наполеон.
9 січня 1797 року у Мілані був підписаний договір із ломбардським урядом, який закликав до боротьби польські легіони. Мундири і штандарти робилися на польський зразок, мова команд і звання теж були польські. На погонах був напис італ. Gli uomini liberi sono fratelli (Всі вільні люди — браття). Кокарди, пришпилені до мундирів, були триколірні, що в зв'язку із Французькою революцією символізували союз і протекцію Республіки. Домбровський гарантував добровольцям ломбардське громадянство із правом повернутись в країну, коли Ломбардія буде вільною і безпечною.
Наполеон особисто зацікавився польським питанням, надто коли воно обіцяло забезпечити йому нових рекрутів. 1797 року з його ініціативи леґіон Домбровського був реорганізований і поділений на два по 3 батальйони кожний: першим командував генерал Ю. Вельгорський (згодом генерал К. Князевич), другим — генерал Ф. Римкевич.

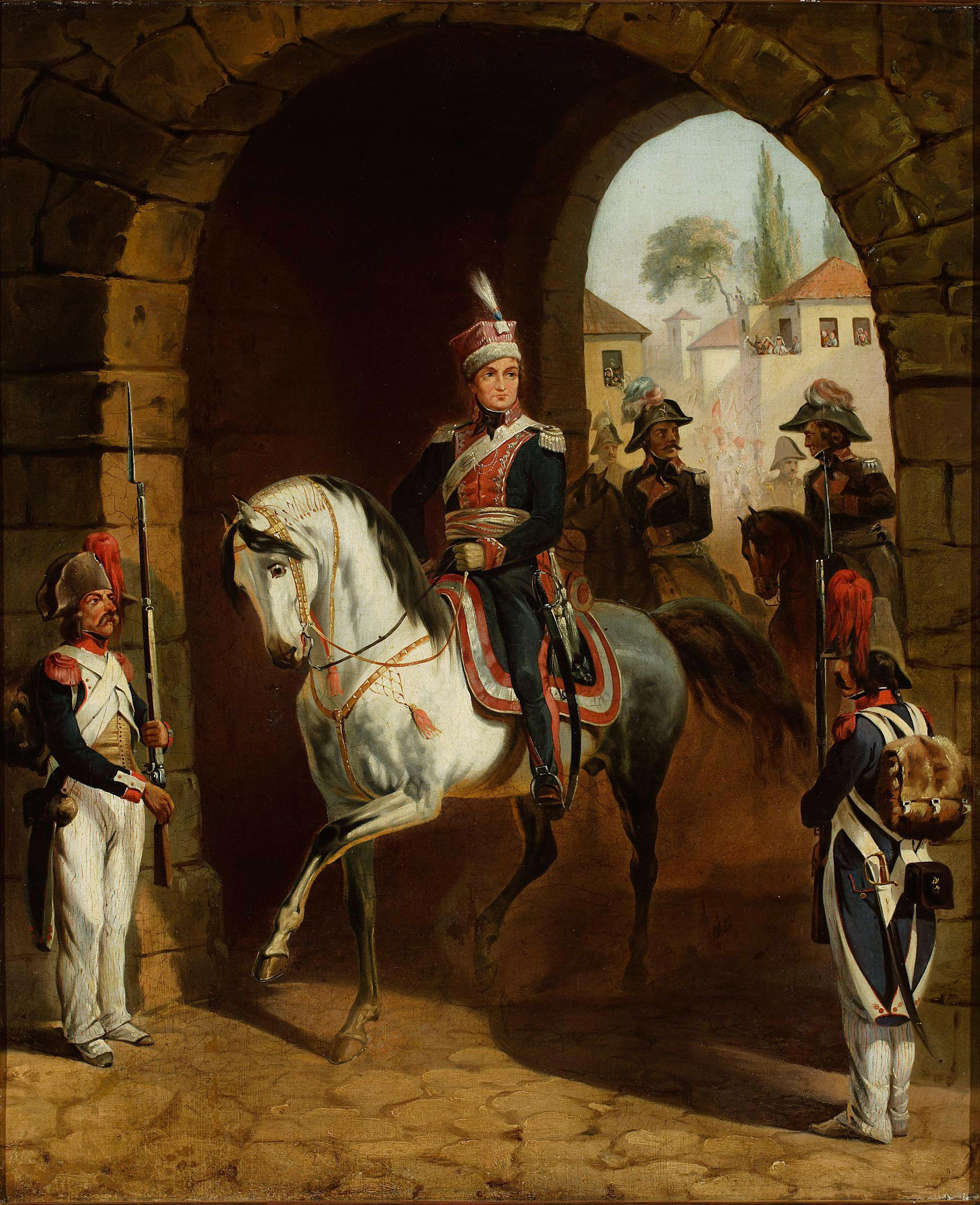
В'їзд генерала Яна Генрика Домбровського в Рим. Картина Януарія Суходольського

Спочатку легіони воювали на фланзі Наполеона під Ріміні, Вероною і на Гардському озері. Після примирення з Австрією, легіони ввійшли у експедиційний корпус Цизальпінської республіки. Частина легіонерів була направлена до Риму, де Франція скинула папську владу. Зокрема у листопаді 1798 року вони брали участь в обороні Римської республіки.
У 1799 році польські легіонери (бл. 8 тис. осіб) взяли участь у боротьбі із військами другої антифранцузької коаліції. Водночас, польські легіони зазнали поразок і тяжких втрат, зокерма у битвах при Треббії та Нові. Втрати першого легіону сягали 2 тис. вбитих і поранених; у другому легіоні, яким командував тоді особисто Домбровський, залишилось тільки 800 солдатів, які були в змозі воювати. В таких умовах, у 1799 році над Рейном сформовано легіон, названий наддунайським, яким командував генерал Князєвич, а в 1800 році Домбровський реорганізував 6-тисячний легіон названий Першим Польським легіоном.
Водночас, французи перемагали своїх ворогів, і згодом підписали з ними мирні договори. Але це не спричинило до розв'язання польського питання, внаслідок чого армію почали масово покидати поляки, часом доходило до публічної критики політики Франції. Тому польських легіонерів відправили на острів Санто-Домінго придушувати антифранцузьке повстання. Згодом до Європи повернулися заледве кількасот легіонерів, інші або загинули від рук тубільців, або залишились в Америці.
Загалом у польських легіонах пройшли службу загалом бл. 35 тис. чоловік, загинуло бл. 20 тис. Вони підготували чудові кадри для майбутнього офіцерського складу, і були школою патріотизму і демократії. З 1802 року Домбровський залишишався на італійській службі.

## Варшавське герцогство

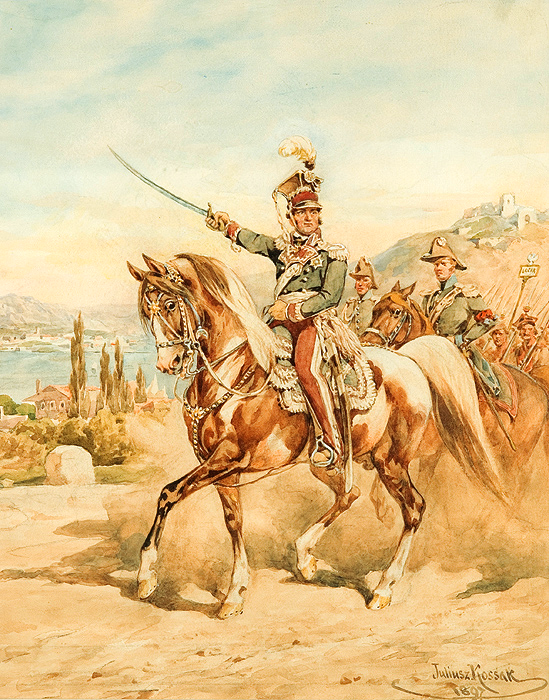
Marsz, marsz Dąbrowski!

7 листопада 1806 року, після переможної битви при Єні і вступом французьких військ на польські терени, Домбровський видав разом з Вибіцьким у Познані маніфест, що закликав до збереження миру і спокою і до покори новій владі (головним редактором був Вибіцький, оскільки Домбровський не досконало володів польською мовою). Діючи в принципі безправно, без Наполеона, Домбровський з Вибіцьким організували комісію, яка перейняла повноваження прусської влади.
Для Імператора очевидно найголовнішим була збройна людська сила. Отже, 14 листопада Домбровський вислав доповідь, в якій повідомляв, що зі всього познанського департаменту — шляхом мобілізації — можна отримати 8 700 рекрутів і 1 800 коней. З усіх польських теренів, що належали Пруссії, можна було — на його думку — завербувати 35 000 піхотинців, 750 артилеристів і 10 200 кавалеристів.
З головного штабу у Познані 3 грудня 1806 року генерал Ян Генрик Домбровський дав відомий наказ, створювати Військо Польське — зародок майбутнього Війська Варшавського герцогства. Спочатку це були 3 легіони герцогства Варшавського — познанський, калішський і варшавський, перейменований на дивізію герцогства Варшавського. Генерал Домбровський ще вимагав у 1806 році, від Наполеона, прислати з Італії до Польщі решту 3 тисячі легіонерів як інструкторів для майбутнього війська герцогства Варшавського. З погляду на побоювання Понятовського, що легіонери запанують у війську, заблокував їх прибуття. Замість того, щоб стати кістяком молодої армії, вони були відправлені на створення у Нижній Силезії польсько-італійського легіону на французькому бюджеті. Командиром легіону став генерал Юзеф Грабінський. Польсько-італійський легіон сформовано на основі декрету Наполеона від 6 квітня 1807 року, і була створена у Вроцлаві, Бжеґу і Нисі.
Імператор прибув до Познаня ввечері 27 листопада, а на наступний день відбулися урочистості з цього приводу. У своєму виступі Наполеон сказав: «Це війна, з її азартом, з її небезпеками,», вимагав поставок для армії і створення власного, польського війська. 29 листопада надійшла звістка, що Йоахим Мюрат вступив до Варшави. Домбровський прибув до столиці 6 грудня, як «повірений управитель на польських землях під протекцією Найяснішого Імператора французів і головний організатор польських військ».

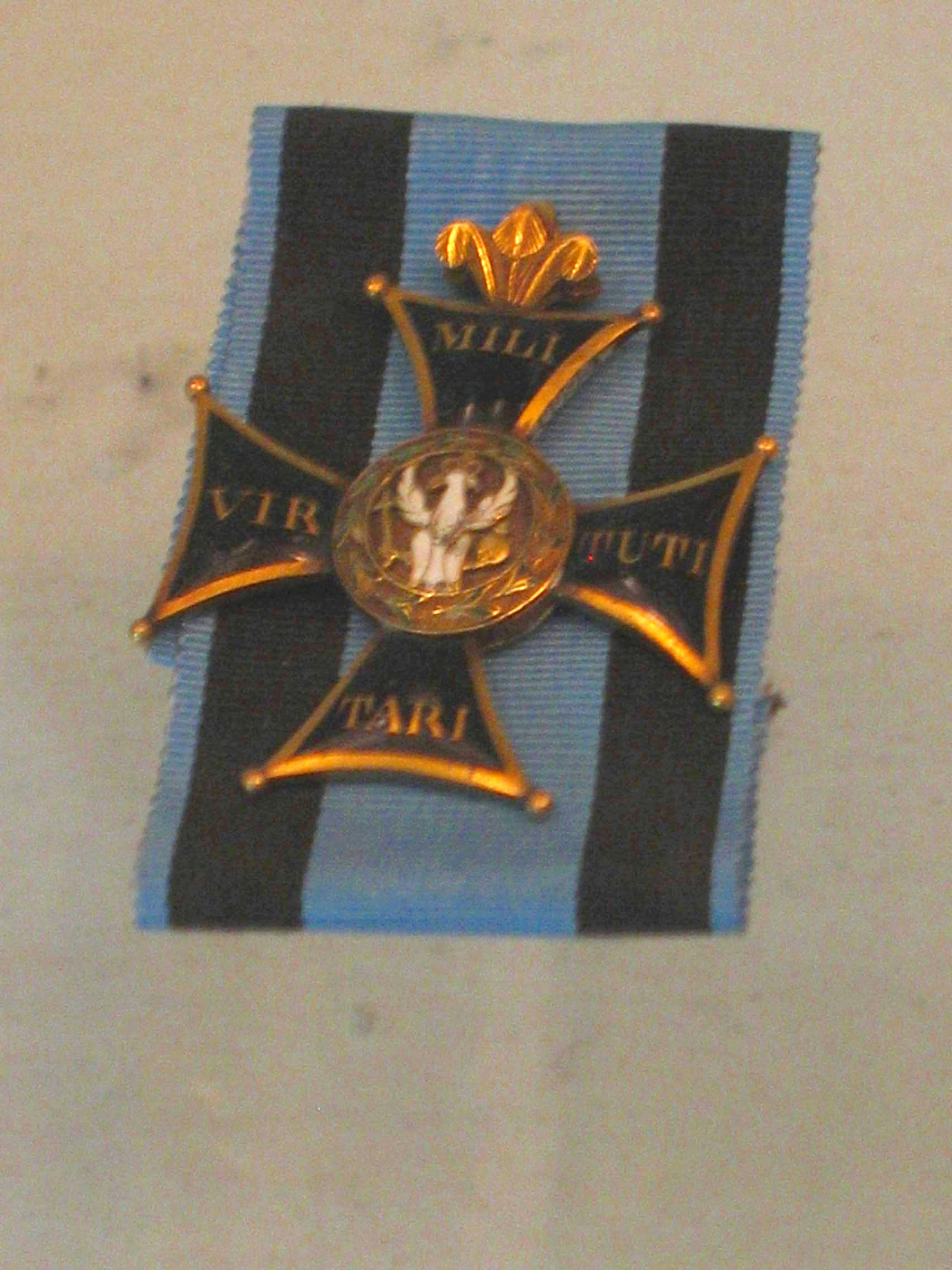
Командорський Хрест ордену Virtuti Militari Домбровського

Під час поморської кампанії Ян Генрик Домбровський воював під Грундзьодзом, Тчевом (де під час штурму був поранений в ногу і де тяжкого поранення — розбитий лікоть лівої руки — зазнав син генерала, Ян Міхал) і під Фрідландом (знову поранений в ту саму ногу).
Родина Чорторийських побоювалася помсти з боку легіонерів, які звільнили Польщу з-під їхньої влади. Сам Юзеф Понятовський був їхнім кандидатом. Постать Наполеона Бонапарта по відношенню до двох політичних таборів в Польщі, незалежного, на чолі з генералом Домбровським і угодницького Росії, тобто вигідного родині Чорториських з її впливом і грошима, не була однозначна. Домбровський не розумів того, що Наполеон хоче завоювати прихильність шляхти, а та, в свою чергу, стояла за князем Юзефом Понятовським, який, в додаток до цього, здобув довіру і приязнь Мюрата. Розчарований Бонапартом, Домбровський залишив політичну діяльність, лікуючи рани, займався тоді родинними і маєтковими справами, зокрема знову одружився.
6 березня 1808 року був відзначений Командорським Хрестом ордену Virtuti Militari. Брав участь у кампанії 1809 року, подаючи польському командуванню план експедиції в Галичину, успішно воював з австрійцями під Радзиміном і Ленчицею. У 1812 році командував однією з трьох польських дивізій V корпусу, зокрема відзначився при Могильові і Борисові. 26 листопада у Битві на Березині зазнав тяжкого поранення — під час оборони одного з двох мостів на Березині. У 1813 році брав участь у битві під Лейпцигом. Після смерті Юзефа Понятовського став головнокомандувачем війська герцогства Варшавського, з якого залишилось ледве 5 тисяч солдат.

## В Царстві Польському
У 1815 році, після поразки Наполеона, повернувся до Варшави і став на чолі Військового організаційного комітету, мета якого була організація війська новоствореного Царства Польського, де він отримав звання генерала від кавалерії. Відмовився від посади намісника Царства Польського, яку йому пропонував цар Александр І і 24 листопада 1815 року пішов на пенсію. Був сенатором і воєводою, покинув публічні посади і почав жити в своїх маєтках в Вінній Ґурі у Великому герцогстві Познанському, де і помер 6 червня 1818 року.
Був похований у місцевому костелі, а з 1863 року перепохований у саркофазі бічної каплиці. Урна з його серцем спочатку була похована в палаці в Вінній Ґурі, пізніше в Кракові і познанській ратуші, а згодом, 1997 року у Крипті відомих великополян у підземеллі костела св. Войцеха у Познані.

## Масонська діяльність
У Італії брав активну участь у житті масонства, отримав вище конспіративне звання, і був першим простосувальником (експертом) Великої Символічної Ложі (об'єднаного) Великого Сходу Італії і пристосувальником Великої Керівної Капітули. 8 січня 1808 року був членом-засновником ложі Français et Polonais Réunis у Познані (Великий Схід Франції), шановний член ложі Пяст (Великий національний схід) у Познані, після 1813 року — ложі Zum bekränzten Kubus у Ґнєзно.